# István Hiller

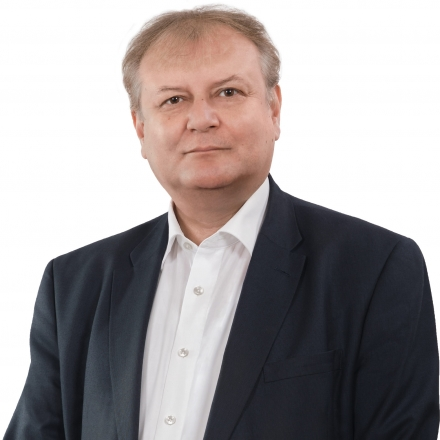
István Hiller

István Hiller [ˈiʃtvaːn ˈhilːɛr] (* 7. Mai 1964 in Sopron, Ungarn) ist ein ungarischer Historiker und Politiker.
Er studierte an der Loránd-Eötvös-Universität Geschichte und Latein. Seit 1989 lehrt er an seiner alma mater Mittelalterliche Geschichte. Er wurde 2001 zum besten Universitätslehrer des Jahres gewählt. Er wurde im selben Jahr Dozent.
Er ist seit 1989 Mitglied der MSZP (Magyar Szocialista Párt, Sozialistische Partei Ungarns). Zwischen 1999 und 2000 war er Vizepräsident des Ausschusses. 2000 wurde er ins Parteipräsidium gewählt. 2003 wurde er Vizepräsident der Partei. Nach dem Desaster der Partei bei den Europawahlen, wurde er der neue Parteivorsitzende.
Hiller ist seit 2002 Parlamentsmitglied. Im selben Jahr wurde er Staatssekretär im Bildungsministerium. 2003 wurde er Minister für den kulturellen Nachlass im Kabinett von Péter Medgyessy. Er behielt seinen Posten auch unter Ferenc Gyurcsány. Hiller kündigte an, am 14. Februar 2005 seinen Ministerposten zu räumen, um die Wahlkampagne für die Wahlen 2006 vorzubereiten. Vom 9. Juni 2006 bis zum 29. Mai 2010 war er Kulturminister der Ungarischen Republik.
Er ist verheiratet und hat zwei Söhne.

## Auszeichnungen
- 2003: Ehrensenator der Andrássy Universität Budapest
- 2004: Großkreuz des Verdienstordens der Italienischen Republik
- 2004: Großes Bundesverdienstkreuz mit Stern und Schulterband
- 2004: Ordre des Arts et des Lettres